# 銅色突頜魚
銅色突領魚（学名：Hybognathus hankinsoni）为輻鰭魚綱鯉形目雅羅魚科的一種，分布於北美洲美國及加拿大，從聖羅倫斯河上游至Champlain湖流域、 五大湖、哈得遜灣、密蘇里河、密西西比河上游流域與美國北部南至堪薩斯州，本魚體側黃銅色，腹部白色，背部橄欖綠，體長可達9.7公分，成魚出現在清澈又流動緩慢之小溪與小河的冷水潭，通常在沙子或礫石上面活動；屬雜食性，可能吃浮游植物與其他的藻類，浮游動物與水生昆蟲。

## 扩展阅读
維基物種上的相關：銅色突領魚
1. ↑  NatureServe. . The IUCN Red List of Threatened Species. 2013, 2013: e.T202111A18232466. doi:10.2305/IUCN.UK.2013-1.RLTS.T202111A18232466.en.